# Liste des oiseaux du Pérou
Ceci est une liste des oiseaux endémiques ou quasi endémiques du Pérou.
| Nom                         | Famille           | Répartition                                                                   | Statut UICN | Image |
| --------------------------- | ----------------- | ----------------------------------------------------------------------------- | ----------- | ----- |
| Ada de Jelski               | Tyrannidae        | Andes                                                                         |             | -     |
| Alapi du varillal           | Thamnophilidae    | Amazonie (nord)                                                               |             | -     |
| Alapi de Wilson             | Thamnophilidae    | Cordillère Azul (es)                                                          | -           |       |
| Ara de Coulon               | Psittacidae       | Amazonie                                                                      |             |       |
| Araçari de Beauharnais      | Ramphastidae      | Amazonie                                                                      |             |       |
| Ariane de Lesson            | Trochilidae       | côte                                                                          |             |       |
| Ariane du Pérou             | Trochilidae       | Andes (est)                                                                   |             |       |
| Bécassine impériale         | Scolopacidae      | Andes (est)                                                                   |             |       |
| Cabézon du Loreto           | Capitonidae       | Andes (est)                                                                   |             |       |
| Cabézon du Sira             | Capitonidae       | Andes (est)                                                                   |             |       |
| Calliste de Phillips        | Thraupidae        | Andes (est)                                                                   |             | -     |
| Cassique de Koepcke         | Icteridae         | Amazonie                                                                      |             | -     |
| Chevêchette nimbée          | Strigidae         | Andes (nord-est)                                                              |             |       |
| Chevêchette du Pérou        | Strigidae         | côte                                                                          |             |       |
| Chipiu alticole             | Thraupidae        | Andes (nord)                                                                  |             |       |
| Chipiu césar                | Thraupidae        | Altiplano                                                                     |             |       |
| Chipiu à col noir           | Thraupidae        | côte                                                                          |             |       |
| Chipiu costumé              | Thraupidae        | Andes                                                                         |             | -     |
| Chipiu à moustaches         | Thraupidae        | Andes (nord)                                                                  |             |       |
| Chipiu d'Ortiz              | Thraupidae        | Andes (nord)                                                                  |             |       |
| Chipiu remarquable          | Thraupidae        | Andes (ouest)                                                                 |             |       |
| Chipiu rougegorge           | Thraupidae        | Andes (ouest)                                                                 |             |       |
| Chipiu de Watkins           | Thraupidae        | Andes (nord-est)                                                              |             |       |
| Cinclode de Taczanowski     | Furnariidae       | côte                                                                          |             |       |
| Cinclode à ventre blanc     | Furnariidae       | Puna                                                                          |             |       |
| Colibri d'Alice             | Trochilidae       | Andes (nord)                                                                  |             |       |
| Colibri de Bourcier         | Trochilidae       | Andes                                                                         |             |       |
| Colibri de Castelnau        | Trochilidae       | Andes (est)                                                                   |             |       |
| Colibri comète              | Trochilidae       | Andes (nord)                                                                  |             |       |
| Colibri cora                | Trochilidae       | côte                                                                          |             |       |
| Colibri de Fanny            | Trochilidae       | répandu                                                                       |             |       |
| Colibri de Hartert          | Trochilidae       | Andes (est)                                                                   |             |       |
| Colibri noble               | Trochilidae       | Andes (sud-est)                                                               |             |       |
| Colibri à plastron noir     | Trochilidae       | Andes (centre)                                                                |             |       |
| Colibri de Taczanowski      | Trochilidae       | Andes (nord)                                                                  |             |       |
| Colibri de Tumbes           | Trochilidae       | Tumbes                                                                        |             |       |
| Colibri vesper              | Trochilidae       | côte                                                                          |             |       |
| Conirostre cendré           | Thraupidae        | côte et Andes                                                                 |             |       |
| Conirostre géant            | Thraupidae        | Andes                                                                         |             |       |
| Conirostre à ventre roux    | Thraupidae        | Andes (est)                                                                   |             |       |
| Conopophage du Pérou        | Conopophagidae    | Amazonie                                                                      |             |       |
| Coq-de-roche péruvien       | Cotingidae        | Andes (est)                                                                   |             |       |
| Cordon-noir du Maranon      | Melanopareiidae   | Andes (nord) : vallée du río Marañón                                          |             |       |
| Cotinga à face noire        | Cotingidae        | Amazonie (sud)                                                                |             |       |
| Cotinga à joues blanches    | Cotingidae        | Andes                                                                         |             |       |
| Cotinga masqué              | Cotingidae        | Andes (est)                                                                   |             |       |
| Cotinga de Sclater          | Cotingidae        | Andes (est)                                                                   |             |       |
| Dormilon à queue courte     | Tyrannidae        | côte                                                                          |             |       |
| Ermite de Koepcke           | Corvidae          | Andes (est)                                                                   |             |       |
| Fou à pieds bleus           | Sulidae           | côte                                                                          |             |       |
| Fou varié                   | Sulidae           | côte                                                                          |             |       |
| Fourmilier à masque blanc   | Thamnophilidae    | Amazonie (nord)                                                               |             |       |
| Geai à moustaches           | Corvidae          | Tumbes                                                                        |             |       |
| Géositte à ailes sombres    | Furnariidae       | Andes (centre)                                                                |             |       |
| Géositte à bec épais        | Furnariidae       | Andes (sud-ouest)                                                             |             |       |
| Géositte du Pérou           | Furnariidae       | côte                                                                          |             |       |
| Gobemoucheron de Clements   | Polioptilidae     | Amazonie (nord) : réserve nationale Allpahuayo-Mishana (d)                    | -           | -     |
| Gobemoucheron du Maranon    | Polioptilidae     | Andes : vallée du río Marañón                                                 |             |       |
| Goéland siméon              | Laridae           | côte                                                                          |             |       |
| Grallaire d'Atuen           | Grallariidae      | Andes (nord)                                                                  |             |       |
| Grallaire d'Ayacucho        | Grallariidae      | Andes (centre) : entre les ríos Mantaro et Pampa et à l'ouest du río Apurímac |             |       |
| Grallaire de Blake          | Grallariidae      | Andes (est)                                                                   |             |       |
| Grallaire de Cajamarca      | Grallariidae      | Andes (nord-ouest) : à l'ouest du río Huancabamba                             |             |       |
| Grallaire de Carriker       | Grallariidae      | Andes (nord-est)                                                              |             |       |
| Grallaire châtaine          | Grallariidae      | Andes (est)                                                                   |             |       |
| Grallaire de Cuzco          | Grallariidae      | Andes (sud-est)                                                               |             | -     |
| Grallaire à front ocre      | Grallariidae      | Andes (nord-est)                                                              |             |       |
| Grallaire de Graves         | Grallariidae      | Andes (nord-est) : du río Marañón au río Huallaga                             |             | -     |
| Grallaire de Junin          | Grallariidae      | Andes (centre) : du río Perené au río Apurímac                                |             | -     |
| Grallaire d'O'Neill         | Grallariidae      | Andes (centre) : du río Huallaga au río Penené                                |             |       |
| Grallaire d'Ocobamba        | Grallariidae      | Andes (sud-est) : à l'est du río Apurímac                                     |             | -     |
| Grallaire d'Oxapampa        | Grallariidae      | Andes (centre) : du río Huallaga au río Mantaro                               |             |       |
| Grallaire du Pérou          | Grallariidae      | Andes (nord)                                                                  |             |       |
| Grallaire de Przewalski     | Grallariidae      | Andes (nord-est)                                                              |             |       |
| Grèbe de Taczanowski        | Podicipedidae     | Lac Junín                                                                     |             |       |
| Grèbe du Titicaca           | Podicipedidae     | Lac Titicaca                                                                  |             |       |
| Grisin de Gentry            | Thamnophilidae    | Amazonie (nord)                                                               |             |       |
| Grisin motacilloïde         | Thamnophilidae    | Andes (est)                                                                   |             |       |
| Grisin de Parker            | Thamnophilidae    | Andes (nord-est) : río Mayo                                                   |             |       |
| Héliange royal              | Trochilidae       | Andes (nord)                                                                  |             |       |
| Hirondelle à bande rousse   | Hirundinidae      | côte                                                                          |             |       |
| Hirondelle de Murphy        | Hirundinidae      | côte                                                                          |             |       |
| Hocco de Koepcke            | Cracidae          | Andes (est) : Cerros del Sira (es)                                            |             |       |
| Ibis de Ridgway             | Threskiornithidae | Altiplano                                                                     |             |       |
| Loddigésie admirable        | Trochilidae       | Andes (nord)                                                                  |             |       |
| Manakin céruléen            | Pipridae          | Andes (est)                                                                   |             |       |
| Manakin d'Eckelberry        | Pipridae          | Andes (nord-est)                                                              |             | -     |
| Manchot de Humboldt         | Spheniscidae      | côte                                                                          |             |       |
| Merle de Hauxwell           | Turdidae          | Amazonie                                                                      |             |       |
| Mérulaxe affin              | Rhinocryptidae    | Andes (nord)                                                                  |             |       |
| Mérulaxe à bec épais        | Rhinocryptidae    | Andes (nord-est)                                                              |             |       |
| Mérulaxe de Franke          | Rhinocryptidae    | Andes (est)                                                                   | -           |       |
| Mérulaxe de Getty           | Rhinocryptidae    | Junín                                                                         |             |       |
| Mérulaxe à grands pieds     | Rhinocryptidae    | Andes (est)                                                                   | -           | -     |
| Mérulaxe de Krabbe          | Rhinocryptidae    | Andes (nord-est)                                                              | -           | -     |
| Mérulaxe de Loja            | Rhinocryptidae    | Andes (nord-est)                                                              | -           |       |
| Mérulaxe de Tschudi         | Rhinocryptidae    | Andes (est)                                                                   |             |       |
| Mérulaxe unicolore          | Rhinocryptidae    | Andes (nord-ouest)                                                            |             | -     |
| Mérulaxe de l'Utcabamba     | Rhinocryptidae    | Andes (nord-est) : río Utcubamba                                              |             | -     |
| Mérulaxe à ventre roux      | Rhinocryptidae    | Andes (est)                                                                   |             |       |
| Mérulaxe de Vilcabamba      | Rhinocryptidae    | Cordillère de Vilcabamba                                                      |             |       |
| Mérulaxe de Whitney         | Rhinocryptidae    | Andes (sud-est)                                                               |             |       |
| Métallure à gorge feu       | Trochilidae       | Andes (est)                                                                   |             |       |
| Métallure de Thérèse        | Trochilidae       | Andes (nord-est)                                                              |             | -     |
| Moucherolle rufescent       | Tyrannidae        | côte                                                                          |             | -     |
| Myrmidon à queue rousse     | Thamnophilidae    | Amazonie                                                                      |             |       |
| Œdicnème du Pérou           | Burhinidae        | côte                                                                          |             |       |
| Pardusco d'O'Neill          | Parulidae         | Andes (est)                                                                   |             |       |
| Pélican thage               | Parulidae         | côte                                                                          |             |       |
| Pénélope à ailes blanches   | Cracidae          | Andes (nord-ouest)                                                            |             |       |
| Pénélope barbue             | Cracidae          | Ande (nord-ouest)                                                             |             |       |
| Pénélope à gorge bleue      | Cracidae          | Amazonie                                                                      |             |       |
| Pénélope de Spix            | Cracidae          | Amazonie                                                                      |             |       |
| Petit-duc de Koepcke        | Strigidae         | Andes                                                                         |             |       |
| Petit-duc du Pérou          | Strigidae         | Tumbes                                                                        |             |       |
| Phrygile du Pérou           | Thraupidae        | Andes                                                                         |             |       |
| Pic à cou noir              | Picidae           | Andes (ouest)                                                                 |             |       |
| Picumne de Castelnau        | Picidae           | Amazonie : río Ucayali                                                        |             |       |
| Picumne de Cuzco            | Picidae           | yungas                                                                        |             |       |
| Picumne perlé               | Picidae           | Andes (nord-est)                                                              |             |       |
| Piézhorin doré              | Thraupidae        | Tumbes/côte                                                                   |             |       |
| Pigeon du Pérou             | Columbidae        | Andes (nord)                                                                  |             |       |
| Pipromorphe inca            | Tyrannidae        | Andes (est)                                                                   |             |       |
| Pitajo de Jelski            | Tyrannidae        | Andes (nord)                                                                  |             |       |
| Pitajo de Piura             | Tyrannidae        | Andes (nord-ouest)                                                            |             |       |
| Pitajo de Tumbes            | Tyrannidae        | Tumbes                                                                        |             |       |
| Platyrhynque de Traylor     | Tyrannidae        | Amazonie (nord)                                                               |             |       |
| Puffinure de Garnot         | Pelecanoididae    | côte                                                                          |             |       |
| Quiscale buissonnier        | Icteridae         | côte                                                                          |             |       |
| Rara du Pérou               | Cotingidae        | Tumbes - côte                                                                 |             |       |
| Sicale de Raimondi          | Thraupidae        | côte                                                                          |             |       |
| Sterne inca                 | Laridae           | côte                                                                          |             |       |
| Sterne du Pérou             | Laridae           | côte                                                                          |             |       |
| Sturnelle du Pérou          | Icteridae         | côte                                                                          |             |       |
| Synallaxe d'Ayacucho        | Furnariidae       | Andes (sud-est)                                                               |             |       |
| Synallaxe des cactus        | Furnariidae       | Andes (ouest)                                                                 |             |       |
| Synallaxe à calotte blanche | Furnariidae       | Andes (centre)                                                                |             |       |
| Synallaxe des canyons       | Furnariidae       | Cordillère Occidentale                                                        |             |       |
| Synallaxe du Chinchipe      | Furnariidae       | nord : Río Marañón & Chinchipe                                                |             |       |
| Synallaxe couronné          | Furnariidae       | Andes                                                                         |             |       |
| Synallaxe de Coursen        | Furnariidae       | Ampay (es)                                                                    |             |       |
| Synallaxe à dos marron      | Furnariidae       | Andes (nord)                                                                  |             |       |
| Synallaxe à front rouille   | Furnariidae       | Andes (sud-est)                                                               |             |       |
| Synallaxe à gorge rayée     | Furnariidae       | Andes (sud-est)                                                               |             |       |
| Synallaxe de Junin          | Furnariidae       | Andes (centre)                                                                |             |       |
| Synallaxe à lunettes        | Furnariidae       | Andes (est)                                                                   |             |       |
| Synallaxe mantelé           | Furnariidae       | Andes (nord-est)                                                              |             |       |
| Synallaxe du Maranon        | Furnariidae       | Andes (nord) : vallée du Marañón                                              |             |       |
| Synallaxe de Marcapata      | Furnariidae       | Andes (sud-est)                                                               |             |       |
| Synallaxe à poitrine rayée  | Furnariidae       | Andes (nord-est)                                                              |             |       |
| Synallaxe à queue pâle      | Furnariidae       | Andes                                                                         |             |       |
| Synallaxe strié             | Furnariidae       | Andes                                                                         |             |       |
| Synallaxe de Vilcabamba     | Furnariidae       | Cordillère de Vilcabamba                                                      |             |       |
| Synallaxe de Zimmer         | Furnariidae       | Andes (ouest)                                                                 |             |       |
| Tangara à calotte rayée     | Thraupidae        | Andes (est)                                                                   |             |       |
| Tangara à dos d'or          | Thraupidae        | Andes (nord-est)                                                              |             |       |
| Tangara à flancs bruns      | Thraupidae        | Andes (est)                                                                   |             |       |
| Tangara à gorge orangée     | Thraupidae        | Andes (nord-est)                                                              |             |       |
| Tangara du Huallaga         | Thraupidae        | Amazonie                                                                      |             |       |
| Tangara masqué              | Thraupidae        | Amazonie                                                                      |             |       |
| Tangara oreillard           | Thraupidae        | Andes (est)                                                                   |             |       |
| Tangara de Parodi           | Thraupidae        | Andes (sud-est)                                                               |             |       |
| Tangara de Reinhardt        | Thraupidae        | Andes (est)                                                                   |             |       |
| Tangara à sourcils fauves   | Thraupidae        | Andes (nord-est)                                                              |             |       |
| Tangara à ventre roux       | Thraupidae        | Andes (nord)                                                                  |             |       |
| Taurillon à cimier noir     | Tyrannidae        | Andes (nord)                                                                  |             |       |
| Taurillon gris              | Tyrannidae        | Andes (centre)                                                                |             |       |
| Taurillon roitelet          | Tyrannidae        | côte                                                                          |             |       |
| Taurillon uni               | Tyrannidae        | Andes (est)                                                                   |             |       |
| Tinamou quioula             | Tinamidae         | Altiplano                                                                     |             |       |
| Tinamou de Taczanowski      | Tinamidae         | Andes (sud-est)                                                               |             |       |
| Todirostre de Lulu          | Tyrannidae        | Andes (nord-est)                                                              |             |       |
| Todirostre du Pérou         | Tyrannidae        | Andes (nord-est) : cordillère du Condor                                       |             |       |
| Tohi de Forbes              | Passerellidae     | Apurímac                                                                      |             |       |
| Tohi à joues grises         | Passerellidae     | Andes (sud-est)                                                               |             |       |
| Tohi à lunettes noires      | Passerellidae     | Andes (sud-est)                                                               |             | -     |
| Tohi rougeaud               | Passerellidae     | Andes (nord)                                                                  |             |       |
| Tohi de Seebohm             | Passerellidae     | Andes (nord-ouest)                                                            |             | -     |
| Tohi de Taczanowski         | Passerellidae     | Andes (centre)                                                                |             |       |
| Tohi de Terborgh            | Passerellidae     | Cordillère de Vilcabamba                                                      |             | -     |
| Tohi à tête blanche         | Passerellidae     | Andes (nord-ouest)                                                            |             |       |
| Tohi tricolore              | Passerellidae     | Andes (est)                                                                   |             |       |
| Tohi à ventre roux          | Passerellidae     | Andes (sud-ouest)                                                             |             |       |
| Toucanet de Derby           | Rhamphastidae     | Andes (est)                                                                   |             |       |
| Toucanet à sourcils jaunes  | Rhamphastidae     | Andes (nord-est)                                                              |             |       |
| Toui à tête jaune           | Psittacidae       | Andes (nord-est)                                                              |             |       |
| Tourco ceinturé             | Rhinocriptidae    | Amazonie                                                                      |             |       |
| Tourterelle côtière         | Columbidae        | côte                                                                          |             |       |
| Troglodyte à ailes blanches | Troglodytidae     | Andes (nord-est)                                                              |             | -     |
| Troglodyte brun             | Troglodytidae     | Andes (ouest)                                                                 |             |       |
| Troglodyte inca             | Troglodytidae     | Andes (sud-est)                                                               |             | -     |
| Troglodyte de Schulenberg   | Troglodytidae     | Andes (nord-est)                                                              | -           | -     |
| Troglodyte de Sclater       | Troglodytidae     | Andes (nord-est)                                                              |             | -     |
| Tyran roux                  | Tyrannidae        | nord-ouest                                                                    |             |       |
| Tyranneau du Maranon        | Tyrannidae        | Andes (nord-est)                                                              | -           |       |
| Tyranneau de Tumbes         | Tyrannidae        | Tumbes                                                                        |             | -     |
| Tyranneau de Villarejo      | Tyrannidae        | Amazonie (nord)                                                               |             |       |
| Upucerthie à gorge blanche  | Furnariidae       | Andes (sud-ouest)                                                             |             |       |
| Upucerthie striée           | Furnariidae       | puna                                                                          |             |       |
| Xénodacnis mésange          | Thraupidae        | Andes (sud/est)                                                               |             |       |
| Xénodacnis de Peters        | Thraupidae        | Andes (nord)                                                                  |             |       |